# آپ لند (کالیفرنیا)
آپ لند (به انگلیسی: Upland) شهری در شهرستان سن برناردینو، کالیفرنیا ایالت کالیفرنیا است که در سرشماری سال ۲۰۱۰ میلادی، ۷۳۷۳۲ نفر جمعیت داشته است.